# Owen Smith (homme politique)
Pour les articles homonymes, voir Owen Smith.
Owen Smith, né le 2 mai 1970 à Morecambe dans le Lancashire, est un homme politique britannique, membre du Parti travailliste.

## Biographie
Diplômé en Histoire et en français de l'université du Sussex, il rejoint le Parti travailliste à l'âge de 16 ans. Membre du parlement pour Pontypridd depuis 2010, il est secrétaire d'État pour le pays de Galles à l'ombre de 2012 à 2015 et secrétaire d'État fantôme au Travail et aux Retraites de 2015 à 2016. Il est par ailleurs candidat à l'élection à la direction du Parti travailliste la même année. Se décrivant comme un démocrate socialiste au journal The Guardian, il veut « améliorer la situation, pas la renverser par une révolution ».
En août 2016, il suggère de négocier avec les représentants de l’État islamique suscitant diverses réactions dans les médias et la classe politique,.